# La Grand-Combe
La Grand-Combe is een gemeente in het Franse departement Gard (regio Occitanie). De plaats maakt deel uit van het arrondissement Alès. La Grand-Combe telde op 1 januari 2022 4.837 inwoners.

## Geografie
De oppervlakte van La Grand-Combe bedroeg op 1 januari 2022 12,01 vierkante kilometer; de bevolkingsdichtheid was toen 402,7 inwoners per km².

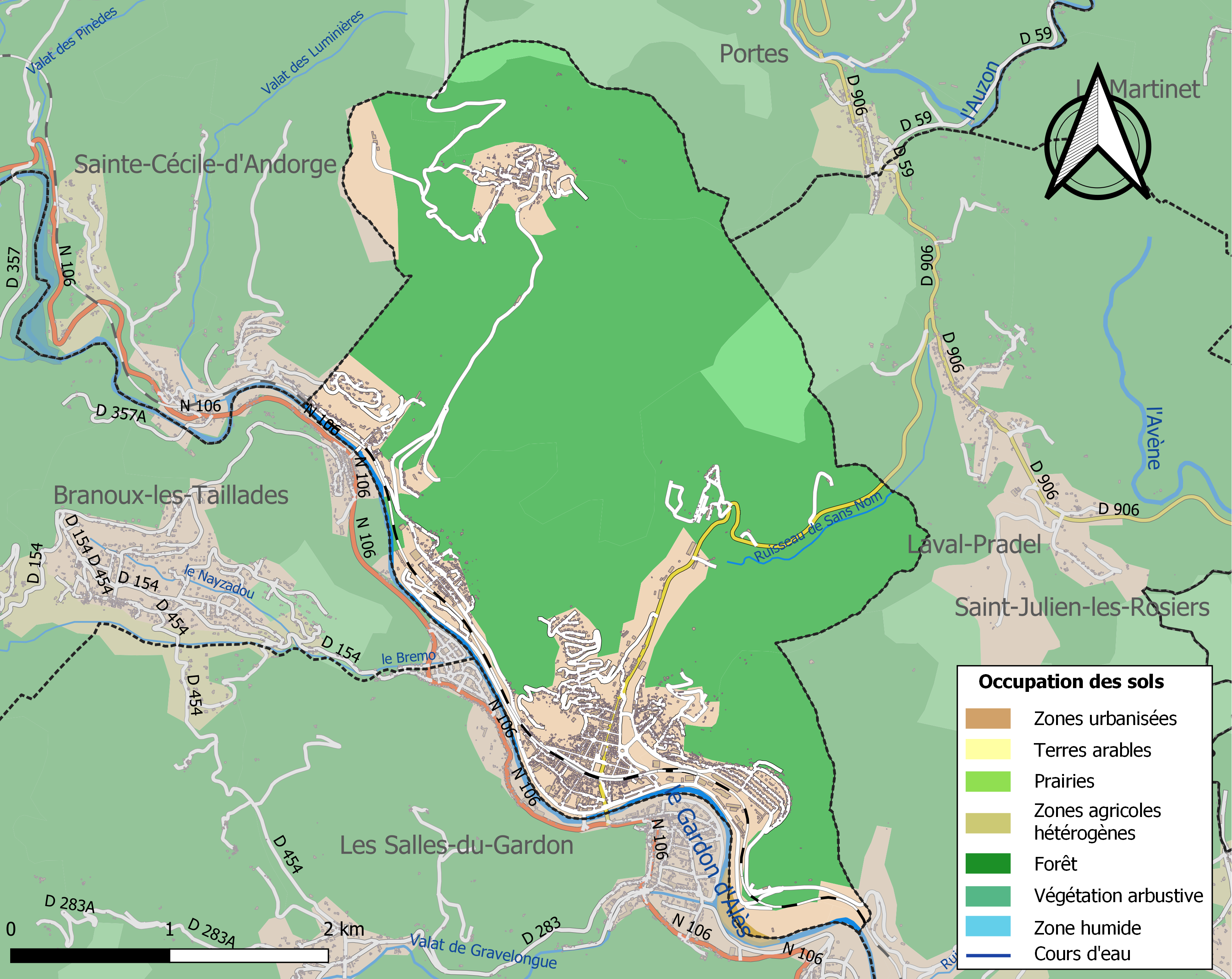
Kaart van de gemeente met belangrijkste infrastructuur, bodemgebruik en omliggende gemeenten

## Verkeer
In de gemeente ligt het spoorwegstation Grand'Combe-La Pise.

## Demografie
Onderstaande figuur toont het verloop van het inwonertal (bron: INSEE-tellingen).